# Mont Carlisle
El Mont Carlisle (en anglès Mount Carlisle) és un estratovolcà que es troba a l'illa Carlisle, al grup de les illes Four Mountains de les Illes Aleutianes, Alaska, Estats Units. Tot i la seva modesta alçada, de 1.620 msnm, existeix una petita glacera per sota el cràter al vessant occidental.
Es tenen registrades diverses erupcions en temps històric, però la seva proximitat a altres volcans fa que hi hagi certa confusió en la documentació més antiga a l'hora d'identificar el volcà. La darrera activitat eruptiva se suposa que va tenir lloc el novembre de 1987.